# Ivan Ćurić

Bischofswappen von Ivan Ćurić

Ivan Ćurić (* 1. Dezember 1964 in Slavonski Brod, SR Kroatien, Jugoslawien) ist ein kroatischer Geistlicher und römisch-katholischer Weihbischof in Đakovo-Osijek.

## Leben
Ivan Ćurić besuchte ab 1979 das Knabenseminar und studierte nach dem Wehrdienst ab 1984 Philosophie und Theologie in Đakovo. Ab 1987 setzte er seine Studien als Seminarist des Collegium Germanicum et Hungaricum an der Päpstlichen Universität Gregoriana in Rom fort. Er empfing am 11. März 1989 die Diakonen- und am 29. Juni 1990 die Priesterweihe für das Bistum Đakovo und Syrmien.
1991 erwarb er an der Gregoriana das Lizenziat in Philosophie und war nach kurzer Kaplanstätigkeit in Osijek als Präfekt und Philosophieprofessor am Priesterseminar in Đakovo tätig. 1993 kehrte er für weitere Studien nach Rom an das Päpstliche Kroatische Kollegium vom Heiligen Hieronymus zurück. Von 1996 bis 2007 war er Subregens des Priesterseminars und von 1996 bis 2012 lehrte er Philosophie am Theologischen Institut, der späteren Theologischen Fakultät von Đakovo. Außerdem leitete er von 2002 bis 2007 das diözesane Presseamt. Von 2007 bis 2011 war er Pfarrer und ab 2010 zusätzlich Dekan in Slavonski Brod. 2011 wurde er Regens des Priesterseminars von Đakovo und Mitglied des Priesterrats. Papst Benedikt XVI. verlieh ihm 2012 den Ehrentitel Päpstlicher Ehrenkaplan (Monsignore). Ab 2013 war er Generalvikar des Erzbistums Đakovo-Osijek und Mitglied des Konsultorenkollegiums. 2014 wurde er zudem Domkapitular an der Kathedrale zu Đakovo.
Am 11. März 2019 ernannte ihn Papst Franziskus zum Titularbischof von Tela und zum Weihbischof in Đakovo-Osijek. Der Erzbischof von Đakovo-Osijek, Đuro Hranić, spendete ihm am 22. April desselben Jahres die Bischofsweihe. Mitkonsekratoren waren dessen Amtsvorgänger Marin Srakić und der Erzbischof von Vrhbosna, Vinko Kardinal Puljić.